# Dysstroma incolorata
Dysstroma incolorata là một loài bướm đêm trong họ Geometridae.